# Eleição presidencial em Artsaque em 1997
Eleições presidenciais antecipadas foram realizadas na República de Artsaque em 1 de setembro de 1997 depois que o presidente Robert Kocharyan foi nomeado primeiro-ministro da Armênia. O resultado foi uma vitória para o candidato independente Arkadi Ghukasyan, que recebeu 89% dos votos.

## Resultados
| Candidato                            | Partido                              | Votos  | %      |
| ------------------------------------ | ------------------------------------ | ------ | ------ |
| Arkadi Ghukasyan                     | Independente                         | 65,933 | 89.31  |
| Arthur Tovmasyan                     | Independente                         | 3,953  | 5.35   |
| Boris Arushanyan                     | Independente                         | 3,936  | 5.33   |
| Total                                | Total                                | 73,822 | 100.00 |
|                                      |                                      |        |        |
| Votos válidos                        | Votos válidos                        | 73,822 | 96.81  |
| Votos inválidos/em branco            | Votos inválidos/em branco            | 2,435  | 3.19   |
| Total de votos                       | Total de votos                       | 76,257 | 100.00 |
| Eleitores registrados/comparecimento | Eleitores registrados/comparecimento | 90,137 | 84.60  |
| Fonte: CEC                           |                                      |        |        |